# Фрия
Фрия (фр. Fria) — небольшой город в западной части Республики Гвинея.

## Общая информация
Находится приблизительно в 2 часах езды к северу от столицы страны, города Конакри, в экорегионе Гвинейская лесосаванна. Город расположен вблизи плотины Амария на реке Конкуре, на высоте 114 м над уровнем моря. Фрия представляет собой динамично развивающийся город, который давно зарекомендовал себя, как один из наиболее безопасных и пригодных для жизни в Гвинее. Имеется железная дорога и небольшой аэропорт.

## Население
По данным на 2013 год численность населения города составляла 158 464 человека.
Динамика численности населения города по годам:
| 1983 | 1996   | 2013    |
| ---- | ------ | ------- |
| 8000 | 44 369 | 158 464 |